# Cubo Cósmico
El Cubo Cósmico es un objeto ficticio que aparece en los cómics estadounidenses publicados por Marvel Comics. Apareció por primera vez en el Universo Marvel en Tales of Suspense # 79 (julio de 1966) y fue creado por Stan Lee y Jack Kirby. Para utilizarlo, un ser sintiente necesita simplemente estar en contacto físico con él, y formular un deseo. El mismo se hace entonces realidad.
En el Universo Cinematográfico de Marvel, el Cubo Cósmico (renombrado como Teseracto) ha aparecido en múltiples películas dentro de Saga Infinita. Inicialmente se considera como una fuente ilimitada de poder de origen alienígena, y luego se revela que contiene la Gema del Espacio, una de las Gemas del Infinito buscadas por Thanos.

## Historial de publicación
El primer Cubo Cósmico apareció en una historia en Tales of Suspense # 79–81 (julio – septiembre de 1966) y fue creado por Stan Lee y Jack Kirby. Fue establecido como un dispositivo creado por A.I.M. y capaz de transformar cualquier deseo en realidad, independientemente de las consecuencias. El Cubo también fue un dispositivo de trama en una historia que presentó al personaje del Super-Adaptoide en Tales of Suspense # 82–84 (octubre-diciembre de 1966). El Cubo también apareció en una historia única en los Vengadores # 40 (1967) que fue encontrada y manejada brevemente por Namor.
El Cubo reapareció en Capitán América # 115–120 (julio-diciembre de 1969), y apareció en una trama cósmica épica que protagonizó al villano Thanos en Daredevil # 107 (enero de 1974) y Capitán Marvel # 25–33 (marzo de 1972) – julio de 1974: bimestral). Recuperado después de la derrota de Thanos, este cubo original apareció en varias historias del Proyecto Pegaso en Marvel Two-in-One # 42–43 (agosto-septiembre de 1978), Marvel Two-in-One # 57–58 (diciembre de 1979– enero de 1980), y Marvel Team-Up Annual # 5 (1982).
La creación de un segundo Cubo se mostró en Super-Villain Team-Up # 16–17 (mayo de 1979, junio de 1980), pero este Cubo inicialmente no tenía poder y no ganó ninguna habilidad para alterar la realidad hasta años después de su creación.
Un elemento importante se agregó al origen del Cubo, que cada uno es de hecho un ser sensible en evolución, en Captain America Annual # 7 (1983). El cubo sensible regresó en Avengers # 289–290 (marzo-abril de 1988) para poner fin a la amenaza del Súper Adaptoide (originalmente autorizado por un "fragmento" de un Cubo Cósmico), y luego en Fantastic Four # 319 (octubre). 1988). Esta historia reveló que el villano, el Hombre Molécula, tenía vínculos con el Cubo e introdujo un nuevo personaje.
Las series limitadas The Infinity War # 1–6 (junio-noviembre de 1992) y Infinity Crusade # 1–6 (junio-noviembre de 1993) establecieron que los elementos realmente existen en una variedad de formas geométricas llamadas Unidades de Contención Cósmica.
Se creó un tercer cubo cósmico durante la historia de "Taking AIM" que se desarrolló a través de Avengers vol. 1, # 386–388 (mayo-julio de 1995) y Captain America vol. 2, # 440–441 (junio-julio de 1995). Este cubo inestable no se ha visto desde que se selló en una cámara de contención al final de la historia.
El segundo cubo cósmico previamente impotente finalmente ganó la capacidad de alterar la realidad en Captain America vol. 2, # 445–448 (noviembre, 1995 – febrero, 1996) pero fue inestable y explotó al final de esa historia. El poder del segundo Cubo reapareció en una historia en Captain America vol. 3, n. ° 14–19 (febrero a julio de 1999) durante el cual su poder se internalizó dentro de Cráneo Rojo y luego fue robado por Korvac y llevado a una Tierra alternativa del siglo 31 antes de ser devuelto a la Calavera roja en la Tierra actual, después de lo cual Aparentemente fue destruido nuevamente por la exposición a la energía antimateria.
Doctor Doom adquiere el Cubo Cósmico en la serie limitada Fantastic Four The World's Greatest Comics Magazine (2001). Doom usa una máquina del tiempo para obtener el Cubo del fondo del océano al que cayó durante una batalla entre el Cráneo Rojo y el Capitán América.
Un Cubo-11 junto con otros artículos de Marvel y DC Comics continuidad se utilizó una vez más como un elemento de la trama en el cruce entre empresas serie JLA / Avengers # 14 (septiembre de 2003 hasta abril de 2004: dos veces al mes).
El Cubo también aparece en Captain America vol. 5. Aleksander Lukin quiere el Cubo y está dispuesto a cambiar a Cráneo Rojo por él. Cráneo Rojo afirma que no lo tiene, pero tiene espías buscándolo. Cinco años después, el Skull está en la ciudad de Nueva York y está en posesión de él. El general Lukin envió al Soldado del Invierno para recuperar el Cubo de la Calavera y matarlo. El Cráneo transfiere su mente al cuerpo de Lukin a través de los poderes del Cubo.
Un fragmento de un cubo dio poder a un nuevo personaje que apareció en una sola historia en Marvel Team-Up vol. 3, # 20–24 (julio – noviembre de 2006), y un Cubo también apareció en Guardians of the Galaxy vol. 2, # 19 (diciembre de 2009). El elemento agregó un nuevo aspecto a las habilidades del personaje El Hombre Absorbente en The Mighty Avengers # 32–33 (febrero-marzo de 2010). Un nuevo cubo cósmico se reveló en Avengers Assemble # 5 (julio de 2012); se reveló que era un facsímil funcional con poderes más limitados que la "cosa real".

## Origen
Los Cubos Cósmicos son en realidad dispositivos de contención creados por varias civilizaciones en todo el Universo Marvel en diversos momentos. Ejemplos que incluyen a los Skrull (creadores del Cubo que eventualmente se convertirían en Creador de Mundos), y varias otras civilizaciones sin nombre (cuyos Cubos fueron recolectados / robados por medios desconocidos por el Magus en Infinity War y el Dios en el Arco de la historia de la Cruzada del Infinito). Estas matrices, que pueden o no tener la forma de un cubo, están impregnadas de energías de distorsión de la realidad de composición desconocida que provienen del reino de los Más Allá.
Desconocida para casi todos en el Universo Marvel, incluidos sus creadores, la naturaleza de las misteriosas energías es tal que, después de un período de tiempo suficiente pero indefinido, la matriz se volverá consciente de sí misma y se convertirá en un ser independiente y libre. Poseído de los tremendos poderes del Cubo original; La personalidad general del nuevo ser está impresa psíquicamente con las creencias, los deseos y las personalidades de quienes la utilizaron como un Cubo (por ejemplo, el Creador de Mundos, ejercido durante mucho tiempo por un loco y guerrero Emperador Skrull, destruyó de inmediato un gran porción de la galaxia en la que se encontraba una vez que se hizo sensible).
En la Tierra, la matriz de contención del Cubo Cósmico fue desarrollada y creada por una sociedad de científicos paramilitares conocida como A.I.M. para promover su objetivo final de conquista mundial. Se revela que el objeto es tan poderoso que condujo a la locura a su cocreador MODOK. El villano maestro y ex-nazi, Cráneo Rojo obtiene el dispositivo después de tomar el control de la mente del agente A.I.M. que lo sostiene con un dispositivo de mano. Aunque aparentemente ahora es todopoderoso, el Cráneo se volvió demasiado confiado y fue engañado y derrotado por el héroe, el Capitán América, quien fingió rendirse y pedir ser el esclavo del Cráneo, luego lo derribó, causando que cayera al océano. Fue encontrado por el Príncipe Namor después de que Hércules se lo reveló accidentalmente, pero mientras luchaba contra los Vengadores, perdió contacto con él y cayó a la Tierra. Hombre Topo lo encontró, pero lo tiró sin darse cuenta de su verdadero valor. Más tarde, A.I.M. también utiliza un fragmento del Cubo para alimentar el androide conocido como el Super-Adaptoide, que es enviado en un intento fallido de matar al Capitán América.
Cráneo Rojo eventualmente recupera el Cubo y juega con el Capitán América, pero Cráneo Rojo es derrotado cuando A.I.M. usa un objeto llamado "Bloque de Catholite" para disolver el Cubo.
El Cubo fue finalmente encontrado (aparentemente reformado) por Thanos quien, como Cráneo Rojo, desea controlar el universo (esto también atrae la atención amorosa de la entidad Muerte). Aunque el equipo de superhéroes, los Vengadores y el guerrero extraterrestre Kree, el Capitán Mar-Vell, lo opone, Thanos se convierte en supremo cuando quiere que el Cubo lo haga parte de, y por lo tanto, controle todo. Thanos descarta el Cubo, creyendo que está agotado de poder y luego es despojado del poder por el superhéroe moribundo llamado Mar-Vell, quien destruye el Cubo y restaura el universo.
Llevado a investigar el Proyecto de instalación: Pegasus, el Cubo fue robado por el villano y líder de culto Victorius, y se utiliza para crear el ser Jude el Hombre Entrópico. Ambos se neutralizan cuando están en contacto simultáneo con el Cubo (y la criatura Hombre Cosa). El Cubo es devuelto a Pegasus por el Capitán América y el miembro de los Cuatro Fantásticos, la Cosa donde eventualmente transforma al alienígena Wundarr en la entidad Acuariana.
Un segundo Cubo fue creado en la Isla de los Exiliados por un equipo de científicos (incluido Arnim Zola) que trabaja para Red Skull y Hate-Monger. Al planear transferir su conciencia al Cubo completado, el Hate-Monger organizó en secreto una distracción en forma de un equipo de ataque de la organización de espías S.H.I.E.L.D. que atacaba la isla en un intento de recuperar el Cubo. Sin embargo, Red Skull era consciente de sus planes y había mantenido en secreto el hecho de que el proyecto Cubo solo había logrado crear una prisión perfecta, pero no había logrado captar el misterioso elemento omnidimensional x que le da a los Cubos su poder de distorsión de la realidad. Como resultado, la mente del Mago del Odio quedó atrapada en un cubo impotente en posesión de Cráneo Rojo. Este cubo era uno de los trofeos que el Cráneo Rojo guardaba en su casa, la casa del Cráneo.
Durante una batalla para evitar que AIM vuelva a usar el Cubo, el Capitán América es testigo de la evolución del Cubo en la entidad llamada Kubik, que se convierte en un estudiante de Creador de Mundos. Kubik regresa a la Tierra cuando atraído por una anomalía que posee una fracción de su potencia, reveló que el robot Super-Adaptoide. El Súper Adaptoide usa sus habilidades para "copiar" las habilidades de Kubik y destierra a la entidad, intentando crear una raza a su propia imagen. El Adaptoide, sin embargo, es engañado para que lo apague el Capitán América. Kubik regresa y luego retira la astilla del cubo cósmico original del Adaptoide que le dio al robot sus habilidades.
Kubik también batallas de la entidad renegada el Beyonder, y revela a la entidad y ex villano de los Cuatro Fantásticos, Hombre Molécula que son, de hecho, las dos partes de un cubo incompleta (oficialmente -ret estafar a los poderes del Beyonder como se muestra en Secret Wars en el proceso), y los convence de fusionar sus poderes. Esto forma un nuevo ser llamado Kosmos, que se convierte en el alumno de Kubik.
El personaje Magus, una versión malvada del antihéroe Adam Warlock, adquiere cinco Cubos Cósmicos de los universos vecinos, cada uno de los cuales aparece en una forma geométrica diferente. Magus usa ayudas mecánicas para manipular los cubos, ya que su presencia combinada causaría rápidamente daño cerebral permanente. El personaje utiliza los Cubos para crear un doppelganger malvado de casi todos los héroes de Marvel y luego altera el universo, pero es engañado y derrotado cuando adquiere el Guantelete del Infinito, ya que se revela que la Gema de la Realidad es una falsificación, creando así una brecha en sus poderes.
Aunque el Magus está derrotado, el "lado bueno" de Warlock, la diosa femenina, también aparece y desea purgar el universo de todo mal. Para hacer esto, el personaje recolecta 30 unidades de contención, cada una de las cuales almacena el poder de un Cubo Cósmico y las fusiona en un "Huevo Cósmico". A pesar de que el Huevo puede cumplir los deseos de la Diosa, aunque, a diferencia del Infinity Gauntlet, no tiene poder sobre el Alma, el personaje es derrotado por Warlock y Thanos. Durante este tiempo, los dos cuestionaron a Mephisto sobre los orígenes de los Cubos a cambio de entregarle un Cubo a Mephisto, pero pudieron hacer trampa en el trato dándole a Mephisto un Cubo agotado ya que nunca especificó que el Cubo aún tenía que ser funcional.
Un tercer Cubo Cósmico fue creado por una facción de A.I.M. controlada por Adaptoides basada en la isla de Boca Caliente. Este Cubo era inestable y su capacidad de distorsión de la realidad comenzó a filtrarse en la isla circundante, creando construcciones de Cubo de cualquiera que estuviera en los pensamientos de las personas cercanas. Un equipo de los Vengadores intentó detener el Cubo y el Capitán América moribundo estaba dispuesto a sacrificarse para hacerlo. Al final, fue un Adaptoide quien acompañó al Capitán América y quedó impresionado por su naturaleza heroica, quien terminó la amenaza al transformarse voluntariamente en una cámara de contención no sensible para las energías del Cubo.
El segundo Cubo fue finalmente recuperado por los Kubekult, seguidores fanáticos de Hate-Monger, que espiaban a los AAP Adaptoids y descubrieron cómo alimentarlo. Ante el temor de cómo el Hate-Monger lo castigaría por su traición, Red Skull se alió con la agente de S.H.I.E.L.D., Sharon Carter para secuestrar al Capitán América moribundo y devolverle la salud. Trabajando juntos a regañadientes, el trío invadió una base de Kubekult para robar el Cubo que funcionaba erráticamente, pero el Cráneo Rojo lo agarró y quiso que el Capitán América se convirtiera en una realidad artificial durante la Segunda Guerra Mundial, donde el Capitán América y Bucky, estaban en una misión para matar a Hitler. La Calavera Roja creía que podría ejercer el poder del Cubo solo si el Capitán América mataba la conciencia de Hitler dentro del Cubo. Sin embargo, Bucky dentro del Cubo (en realidad una proyección de la mente de Cap.) reveló lo que realmente estaba sucediendo y el Capitán América pudo salir del Cubo. Apareciendo ante el Cráneo, el Capitán América lanzó su escudo de tal manera que primero cortó el brazo del Cráneo, causando que él cayera el Cubo, y luego golpeó y destrozó el Cubo mismo, causando una explosión que aparentemente se destruyó a sí misma y al Cráneo Rojo.
Meses después, Cráneo Rojo reaparece, ahora con el poder del Cubo internalizado dentro de su cuerpo. Fue abordado por el viajero en el tiempo Kang (en realidad, la entidad cósmica disfrazada de Korvac) quien le dijo que la razón por la que no había podido controlar completamente el poder del Cubo en el pasado era porque su conocimiento del universo era incompleto. A sugerencia de "Kang", el Cráneo obligó a la nave estelar de Galactus a viajar a la Tierra para poder drenarla de la información necesaria. Al mismo tiempo, Korvac (ahora disfrazado de Uatu el Vigilante) se apareció al Capitán América y Sharon Carter y logró convencerlos de que la única forma de evitar que el Cráneo se volviera imparable era que el Capitán América lo matara durante un breve momento de vulnerabilidad. . El Capitán América lo hizo, pero cuando el Cráneo murió, su cuerpo liberó la energía del Cubo que fluyó hacia "Uatu", quien reveló su verdadera identidad y usó su mayor poder para regresar a su Tierra del siglo XXI alternativa para conquistarla. Sin embargo, El Capitán América lo siguió y luchó contra él repetidamente, con Korvac reiniciando la realidad del siglo 31 cada vez que el Capitán América perturbaba su mundo de máquinas perfectamente ordenado. Finalmente, el Capitán América logró convencer a Korvac de que la razón por la que pudo lograr algo contra Korvac era debido a que había demasiada humanidad en Korvac cuando adquirió el poder del Cubo. En consecuencia, Korvac se transportó a sí mismo y al Capitán América justo antes de que muriera el Cráneo, pero esta vez el Capitán América no dio el golpe fatal. Vulnerable al poder del Skull, Korvac se teletransportó a sí mismo, el Capitán América y Carter a bordo de la nave estelar, pero el Skull pronto lo encontró y dispersó a Korvac en seis dimensiones. Poco después, el Capitán América engañó a la Calavera para que entrara en un rayo de energía antimateria dentro de la nave estelar. La sala de máquinas que separaba la energía del Cubo de él. Antes de que la energía se disipara, el Capitán América y el Cráneo podían usar su capacidad de conceder deseos para salvarse a sí mismos y a Carter de la muerte.
Un cubo cósmico fue uno de los doce elementos de poder buscados por los equipos de superhéroes, los Vengadores y la Liga de la Justicia de América, cuando compitieron entre sí en un juego organizado por las entidades Krona y el Gran Maestro, durante el cual Green Lantern Kyle Rayner pudo usar. el Cubo como fuente de alimentación sustituta para su anillo de potencia cuando le habían robado su batería habitual. Quicksilver finalmente pudo ganar el Cubo, pero para asegurarse de que Krona perdiera, el Capitán América ayudó a Batman para tomarlo. Batman intentó brevemente usar el Cubo para finalizar el juego, ya que el Capitán América había completado sus capacidades antes de que el Gran Maestro se lo quitara.
Red Skull finalmente ha creado uno usando piezas de los Cubos anteriores, y Aleksander Lukin lo quiere tanto. La Calavera Roja es asesinada por la única persona que Lukin estaba dispuesta a cambiar por el Cubo: el Soldado del Invierno. En el proceso de ser asesinado, el Cráneo usa el poder del Cubo para transferir su mente al cuerpo de Lukin por algún tiempo.
Un joven llamado Curtis Doyle se convierte en el héroe del Anillo de la Libertad cuando encuentra un fragmento del Cubo original en forma de anillo, lo que permite la alteración de la realidad en un área muy limitada de 15 pies alrededor del usuario. El personaje muere en la batalla salvando al Capitán América, Spider-Man, Spider-Woman y Wolverine del villano Iron Maniac. Más tarde, un amigo de Doyle, un Skrull que se estableció en la Tierra y adoptó el nombre de "Crusader", quién encontró el anillo.
La poderosa entidad D'Spayre intentó aumentar su poder usando un Cubo Cósmico para realzar sus poderes para aprovechar el dolor del público en general después del asesinato del Capitán América, solo por su uso del Cubo para tiene un efecto secundario aparentemente involuntario cuando otorgó el "deseo" de aquellos que querían que el Capitán América regresara al atraer a los Invasores al presente. Fue derrotado en una confrontación con los Nuevos Vengadores cuando Echo demostró ser inmune a sus poderes debido a su sordera, permitiéndole tomar el Cubo de él. El cubo es utilizado por Paul Anslem, un soldado de la Segunda Guerra Mundial que había viajado con los invasores contra su voluntad. Las intenciones de Anslem de salvar a sus amigos, quienes murieron durante un asalto a un bastión nazi, permiten que la Era del Cráneo Rojo de la Segunda Guerra Mundial gane el poder suficiente para apoderarse de la Tierra. Anslem nuevamente recupera el control del Cubo con una asistencia súper poderosa y restaura la línea de tiempo a lo que debería haber sido.
El villano Kang, el Conquistador, le da un Cubo al miembro de los Guardianes de la Galaxia, Star-Lord, para usarlo contra el malvado alter ego de Adam Warlock, el Magus. Sin embargo, Magus modificó la percepción para hacer que pareciera que el poder del Cubo se había agotado. Star-Lord usó el último bit de energía del Cubo de verdad al someter al renacido Thanos, convirtiéndolo en un "pisapapeles cósmico".
El Hombre Absorbente se vuelve capaz de asimilar las habilidades de una fracción de un Cubo. Él es detenido por el cerebro criminal Norman Osborn, quien usa una espada mágica (proporcionada por el dios asgardiano Loki) para neutralizar las habilidades del Hombre Absorbente.
Más tarde se reveló que un nuevo cubo cósmico fue creado por el gobierno de los Estados Unidos. Es robado por miembros del Zodíaco a instancias de Thanos. La trama de Thanos se ve frustrada por el poder combinado de los Vengadores y los Guardianes de la Galaxia.
Durante la historia de Avengers: Standoff!, Maria Hill y el resto de S.H.I.E.L.D. utilizaron piezas de un cubo cósmico para crear a Kobik, un niño casi omnipotente. Con la ayuda de Kobik, S.H.I.E.L.D. comenzó a lavar el cerebro de supervillanos para que se convirtieran en civiles de buenos modales que luego fueron encarcelados en una comunidad cerrada llamada Pleasant Hill.

## Limitaciones
Antes de asumir su estado actual, las entidades que se volverían Cubos Cósmicos tomaron algunas decisiones sobre qué deseos concederían y qué deseos no. De esta forma, en condiciones normales un cubo cósmico es incapaz de afectar a las almas o de destruir el universo en su totalidad. Sin embargo, si millones y millones de seres unieran sus voluntades en ese sentido, podrían anular dichas restricciones y lograr esos propósitos.
Además, no pueden afectar a las grandes entidades universales como Galactus, La Muerte, Eternidad, Infinito o el Tribunal Viviente.

## Portadores del Cubo cósmico
Dado su gran poder, muchos villanos han utilizado al Cubo Cósmico para sus fines. Entre ellos se encuentran
- Thanos
- Dr. Doom
- Cráneo Rojo
- El Magus
- La Diosa
- Namor

## Otras versiones

### Ultimate Marvel
En el universo alternativo Ultimate Marvel de Ultimate Fantastic Four, Mister Fantástico construye una cortesía "paralelepípedo celosía volitivo" de una, la sugerencia subconsciente deliberada de la versión Ultimate del Titan Thanos. Otra versión del Cubo existe como una creación de A.I.M. bajo el empleo de Cráneo Rojo, que se robaron los planos desde el recientemente abandonado edificio Baxter de los Cuatro Fantásticos.
Una versión del Cubo Cósmico se ve en el Proyecto Pegasus junto con el Vigilante y el Guantelete del Infinito.

## En otros medios

### Televisión
- En The Avengers: Earth's Mightiest Heroes, el episodio "Todo es maravilloso", se revela que A.I.M. está creando un cubo cósmico para HYDRA. Más tarde, M.O.D.O.K. revela que AIM estaba usando el proyecto Cubo Cósmico para estafar a HYDRA. Pero cuando A.I.M. determina que existe la posibilidad de que el cubo cósmico sea un éxito no intencionado, devuelven el dinero que HYDRA ha pagado, diciendo que el proyecto fue un fracaso, pero que realmente pretenden quedarse con un dispositivo tan poderoso. Barón Strucker ve a través del engaño de MODOK, y una guerra por la posesión del Cubo entra en erupción entre A.I.M. y HYDRA en el siguiente episodio "Hail Hydra" forzando a los Vengadores a involucrarse. El choque termina cuando el Capitán América y el Barón Strucker se apoderan del Cubo simultáneamente y nada parece suceder. Pero desconocido para los héroes, el Cubo Cósmico en realidad actúa sobre los deseos del Capitán América y devuelve a su compañero fallecido Bucky a la vida.
- En Avengers Assemble, episodio "Cuestión de Números", los Vengadores y la Camarilla compiten en un enfrentamiento por el Teseracto. En "Éxodo", Red Skull estaba usando el Teseracto para abrir puertas a otros mundos para conquistar: un mundo submarino para Attuma, un mundo de oscuridad para Drácula, para Hyperion, un mundo donde sería apreciado (desviado, ese), y para M.O.D.O.K., Asgard, solo para hacer que las cosas sean realmente aterradoras para al menos un Vengador. Por supuesto que era una trampa y una doble cruz, cortesía de Skull. En "La Batalla Final", el Teseracto está ahora en manos de Red Skull, ahora llamado Cosmic Skull, el mundo está en peligro catastrófico. Después de ser derrotado por los Vengadores y la Camarilla, Red Skull escapa y el Teseracto está en manos de Thanos.
- En la serie de Disney+, Loki, la línea de tiempo alternativa de Loki que escapó con su versión del Teseracto es capturado por la Autoridad de Variación Temporal, y el cubo se despoja ya que las Gemas del Infinito no funcionan fuera del multiverso.

### Película
- Una versión del Cubo Cósmico, conocido como Tesseracto, aparece en el Universo cinematográfico de Marvel (UCM).[36]

- - Se introduce en la escena poscréditos de Thor (2011), bajo la custodia de Nick Fury y S.H.I.E.L.D..
  - En Capitán América: el primer vengador (2011), se revela que Odín trajo el Tesseracto a la Tierra hace siglos. Sin embargo, durante la Segunda Guerra Mundial, el Cráneo Rojo lo encuentra y usa su poder para crear armas para HYDRA antes de que él sea derrotado por el Capitán América y el Tesseracto es recuperado por Howard Stark.
  - En The Avengers (2012), Loki roba el Tesseracto de S.H.I.E.L.D. y lo usa para crear un portal para permitir que un ejército invasor Chitauri ataque la Tierra, pero son derrotados por los Vengadores y Thor lleva el Tesseracto de regreso a Asgard.
  - Si bien el Tesseracto no aparece en Thor: The Dark World (2013), se afirma en esta película y en Avengers: Age of Ultron (2015) que contienen la Gema del Espacio, una de las seis Gemas del Infinito que Thanos busca obtener.
  - El Tesseracto hace una breve aparición en Thor: Ragnarok (2017), en el que Loki lo roba mientras ayuda a Thor a evacuar a la población de Asgard de la ira de Hela.
  - En Avengers: Infinity War (2018), Thanos ataca la nave de escape de los Asgardianos y casi mata a Thor en su búsqueda para reclamar el Tesseracto, lo que obliga a Loki a dárselo a Thanos para salvar la vida de su hermano. Thanos aplasta el cubo para liberar la Gema del Espacio y colocarla en su Guantelete del Infinito.
  - En Capitana Marvel (2019), que tiene lugar cronológicamente antes de la mayoría de las películas mencionadas anteriormente, la científica del Proyecto Pegaso, la Dra. Wendy Lawson, intentó utilizar el Tesseracto para construir un motor a la velocidad de la luz. Sin embargo, durante una prueba de funcionamiento, el motor explotó, otorgando poderes cósmicos a Carol Danvers. Mientras estaba a bordo del laboratorio de la Dra. Lawson, Goose ingiere el Tesseracto, luego lo regurgita en el escritorio de Fury.
  - En Avengers: Endgame (2019), Thanos destruye las Gemas del Infinito para evitar que los Vengadores deshagan su victoria durante Infinity War.[37] Sin embargo, los héroes viajan a través del tiempo y recuperan versiones pasadas de ellos. Intentaron recolectar el Tesseracto en 2012, pero lo perdieron con Loki de ese período de tiempo, quien lo usó para escapar de la custodia de los Vengadores. En respuesta, el Capitán América y Tony Stark viajaron a 1970 para recuperar una versión diferente del Tesseracto. Una vez que los Vengadores deshacen la victoria de Thanos y lo derrotan, el Capitán América viaja en el tiempo una vez más para devolver las Gemas del Infinito del pasado.

### Videojuegos
En Lego Marvel Super Heroes, Silver Surfer tiene una tabla hecha de "Cosmic Bricks" en lugar de un solo Cubo Cósmico. Los ladrillos se recolectan a lo largo del juego y muchos héroes corren para conseguirlos antes que los villanos, principalmente el Doctor Doom y Loki. El Tesseracto aparece en el juego cuando el Capitán América, la Antorcha Humana, Thor y Wolverine tienen que ir a recuperarlo y lo consiguen. Mientras todos discuten cómo lidiar con eso, Wolverine toma el "Glow Cube" para él y lo lleva a la Mansión-X, esperando que el Profesor X lo use para localizar a Magneto. Magneto y la Hermandad de Mutantes entran y toman el Tesseracto. Magneto lleva el Cubo al Doctor Doom, quien lo va a usar en una pistola de rayos para salvar al mundo del hambre de Galactus al controlar su mente, pero Loki usa su control mental mágico para hacer que Doom oculte ese hecho en lugar de decir que lo usaría. para esclavizar al mundo. Después de derrotar a Doctor Doom, Loki revela su verdadero propósito como un rayo de control mental con el Tesseracto como una fuente de energía infinita. Lo usa en Galactus para destruir la Tierra y Asgard, pero una alianza de héroes y villanos de Marvel lo detiene al enviar a Galactus y Loki a otro lugar en el espacio usando un agujero de gusano mientras S.H.I.E.L.D. toma el Cubo Cósmico.

### Novelas
Un Cubo Cósmico defectuoso es el dispositivo de trama principal de la serie de novelas Chaos Engine de Steven A. Roman, donde el objeto pasa entre los súper villanos Doctor Doom, Magneto y Red Skull, cada uno de los cuales lo usa para crear su propia versión única de un mundo perfecto. Un equipo de X-Men que operaba fuera de su realidad cuando se produjo el cambio inicial son los únicos capaces de arreglar las cosas.

### Stage
En el show Marvel Universe Live!, Thor intenta eliminar la amenaza del Cubo Cósmico (aquí se afirma que tiene la capacidad de corromper a cualquiera que intente usarlo) rompiéndolo con Mjolnir, pero cuando Loki intenta usar un fragmento del Cubo para "clonarlo" para su propio uso, los Vengadores se ven obligados a recuperar los otros fragmentos del Cubo de Hydra, A.I.M. y Seis Siniestros para usarlo contra Loki.